# 克林 (姆利尼夫區)
50°26′23″N 25°31′24″E / 50.43972°N 25.52333°E
克林（烏克蘭語：Клин），是烏克蘭西北部的村莊，隸屬里夫內州的杜布諾區。該村始建於1923年，面積7.4平方公里，海拔高度242米，2001年人口132，人口密度每平方公里17.8人。